# 한국농어촌정책연구소
한국농어촌정책연구소는 농어촌정책개발과 복지문제를 연구·분석하여 선진복지 농어촌건설을 목적으로 1990년 8월 28일 설립된 대한민국 농림수산식품부 소관의 사단법인이다. 사무실은 서울특별시 서대문구 미근동 190, 계명사빌딩 201호에 있다.